# مسجد جامع بافق و مدرسه علمیه
مسجد جامع بافق و مدرسه علمیه مربوط به دوره قاجار است و در شهرستان قدیمی بافق، خیابان مسجد جامع واقع شده و این اثر در تاریخ ۱۵ دی ۱۳۷۵ با شمارهٔ ثبت ۱۸۲۸ به‌عنوان یکی از آثار ملی ایران به ثبت رسیده است.